# Koloini
Koloini je priimek v Sloveniji, ki ga je po podatkih Statističnega urada Republike Slovenije na dan 1. januarja 2010 uporabljalo 9 oseb.

## Znani nosilci priimka
- Borut Koloini (*1964), etnolog, muzealec (kustos, knjižničar)
- Diana Koloini (*1962), dramaturginja in publicistka
- Jolanda Koloini (1939–2007), knjižničarka
- Klavdij Koloini (1939–2019), zborovodja
- Tine (Valentin) Koloini (1940–2008), kemik, univ. profesor